# Mimi Ndiweni
Mimî Michelle Ndiweni (Guildford, 31 de agosto de 1991), conocida artísticamente como Mimi Ndiweni y desde 2021 como Mimî M. Khayisa, es una actriz británica y zimbabuense. Es conocida por interpretar a Fringilla Vigo en The Witcher de Netflix, Tilly Brockless en la serie de televiisón Mr Selfridge y Ester/Jekasai en la producción teatral de The Convert en el Gate Theatre de Londres. También ha aparecido en películas como Catherine Called Birdy, Star Wars: El ascenso de Skywalker, Cenicienta y La leyenda de Tarzán.

## Biografía
Khayisa nació en Guildford (Reino Unido) en 1991; su padre es de Ntabazinduna, Matabelelandia (Zimbabue), y es el hijo mayor del jefe Kayisa Ndiweni. Su madre, zulú de Sudáfrica, era hija del reverendo Geoffrey Bizeni Mkhwanazi, de las Asambleas de Dios de Sudáfrica. Su madre falleció a los treinta y siete años. Khayisa creció en Guildford, Surrey y comenzó a actuar cuando era adolescente, uniéndose a los Yvonne Arnaud Mill Street Studios mientras aún estaba en la escuela secundaria. Posteriormente continuó sus estudios hasta completar la licenciatura en la Real Escuela Galesa de Música y Teatro.
En 2013, a la edad de 21 años, Mimi Ndiweni obtuvo el premio Spotlight, un galardón que recompensa la mejor interpretación de las veinte mejores escuelas de teatro de Royaume-Uni, con la actuación de Jenna Marbles en How to Get Guys to Leave You Alone. El premio Spotlight es un déjà été reportado por personas como Judi Dench, Zoë Wanamaker y Robert Lindsay.
Khayisa también fue destacada como una persona a tener en cuenta por The Independent en 2013 y estuvo en la lista de Estrellas de 2015 del Evening Standard después de actuar en el Midsummer Mischief Festival de la RSC.

## Carrera

### Teatro
Khayisa ha declarado que el teatro es su primer amor y se incorporó a la Royal Shakespeare Company (RSC) en 2013 tras graduarse de la Real Escuela Galesa de Música y Teatro. Durante su etapa en la RSC, sus papeles más destacados fueron en Wendy & Peter Pan como Tiger Lily, El rey Lear donde interpretó el papel de Cordelia y Hamlet donde dio vida al personaje de Ofelia.
Dejó la RSC en 2015 para participar regularmente en la serie de televisión Mr Selfridge, pero regresó a la compañía en varias ocasiones como invitada. Así realizó una gira por Norteamérica con la Royal Shakespeare Company en 2018, interpretando el papel de Cordelia en El rey Lear en Nueva York y Ofelia en Hamlet en Washington D. C.
En 2017, interpretó su primer papel protagonista, interpretando a Jekesai/Ester en The Convert, de Danai Gurira, en el Gate Theatre de Londres. La obra y su participación en ella recibieron elogios de la crítica, con reseñas de cinco estrellas de algunos de los críticos más respetados de Londres.
En 2025, protagonizó otro papel principal, como Bonolo en el estreno mundial de A Good House de Amy Jephta en el Royal Court Theatre de Londres y en el Bristol Old Vic de Bristol, nuevamente su interpretación recibiendo elogios de los críticos teatrales.

### Cine y televisión
Su primera aparición en una película importante fue como la Dama de las Zapatillas en Cinderella de Disney en 2015. Luego interpretó a Eshe en La Leyenda de Tarzán en 2016, protagonizada junto a Margot Robbie. En 2016, interpretó a Tilly Brockless en la serie de televisión británica, Mr Selfridge, durante ocho episodios de la última temporada y en mayo de 2017, interpretó el papel de Abby en el episodio de Doctor Who «Oxygen» durante su décima temporada.
En octubre de 2018, Netflix anunció que Khayisa interpretaría el papel de Fringilla Vigo en la serie de televisión web estadounidense de drama y fantasía oscura, The Witcher. Interpretó dicho papel en la temporada un (2019), dos (2021) y en la tres (2023).
En 2022, Khayisa apareció interpretando el personaje de Lady Berenice Sidebottom en la película cómica escrita y dirigida por Lena Dunham, basada en la novela del mismo nombre de Karen Cushman, Catherine Called Birdy.

## Filmografía

### Cine
| Año  | Título                           | Papel                     | Notas | Ref.   |
| ---- | -------------------------------- | ------------------------- | ----- | ------ |
| 2015 | Cinderella                       | Slipper lady              |       |        |
| 2016 | La leyenda de Tarzán             | Eshe                      |       |        |
| 2016 | The Last Dragonslayer            | Presentadora de noticias  |       |        |
| 2017 | Dishonour                        | Todos los personajes      |       |        |
| 2019 | Star Wars: The Rise of Skywalker | Oficial de la resistencia |       |        |
| 2022 | Catherine Called Birdy           | Lady Berenice Sidebottom  |       | [ 31 ] |

### Televisión
| Año       | Título             | Papel           | Notas                          | Ref.   |
| --------- | ------------------ | --------------- | ------------------------------ | ------ |
| 2016      | Mr Selfridge       | Tilly Brockless | Papel recurrente (8 episodios) |        |
| 2016      | Yonderland         | Kelly           |                                |        |
| 2017      | Doctor Who         | Abby            | Episodio: «Oxygen»             |        |
| 2017      | Rellik             | DC Andrea Reed  | 5 episodios                    |        |
| 2018      | Black Earth Rising | Mary Mundanzi   | 2 episodios                    |        |
| 2019      | In the Long Run    | Beatrice        | Especial de Navidad            |        |
| 2019-2023 | The Witcher        | Fringilla       | Papel principal (18 episodios) | [ 28 ] |
| 2022      | Earthstorm         | Narrador        |                                |        |

### Teatro
| Título                          | Papel                   |
| ------------------------------- | ----------------------- |
| La cigarra y la hormiga         | Laskarina Bouboulina    |
| Revolt. She Said. Revolt Again. | Espectáculo de conjunto |
| Hamlet                          | Ofelia                  |
| La fierecilla domada            | Lucentio                |
| Wendy & Peter Pan               | Tiger Lily              |
| Soul                            | Tammy Gaye              |
| The Convert                     | Jekesai/Ester           |
| El rey Lear                     | Cordelia                |
| A Good House                    | Bonolo                  |